# Mezoarchaik
Mezoarchaik (ang. Mesoarchean)
- w sensie geochronologicznym: trzecia era archaiku, trwająca 400 milionów lat (od 3200 do 2800 milionów lat temu). Mezoarchaik jest młodszy od paleoarchaiku a starszy od neoarchaiku.

- w sensie chronostratygraficznym: trzeci eratem eonotemu archaicznego, wyższy od paleoarchaiku a niższy od neoarchaiku.

W erze tej trwało rozrastanie się kontynentów, pojawiły się pierwsze ruchy górotwórcze. Atmosfera ziemska nie zawierała jeszcze tlenu, składała się głównie z azotu, amoniaku, metanu oraz dwutlenku węgla. Oceany zawierały natomiast jony żelaza. Wtedy też powstało złoto wydobywane w Południowej Afryce, Kanadzie, Stanach Zjednoczonych oraz Australii, a także południowoafrykańskie złoża antymonu.